# Zorzines reductatus
Zorzines reductatus är en fjärilsart som beskrevs av Inoue 1992. Zorzines reductatus ingår i släktet Zorzines och familjen nattflyn. Inga underarter finns listade i Catalogue of Life.